# دافور
دافور هي بلدة ريفيّة موريتانية تقع في مقاطعة ولد ينج في منطقة كيدي ماغا في جنوب موريتانيا.

## الموقع
تقع بلدة دافور في منطقة غيديماكا في غرب مقاطعة ولد ينج في جنوب موريتانيا، وتبلغ مساحتها 276 كيلومتر مربع، ويحدها من الشمال بلدية بوعنز، ومن الشرق بلدية لكران، ومن الجنوب بلدية لحرج، بينما يحدها من الغرب بلديتا تاركنت أهل مولاي اعل وولد امبني.

## السكان
شهدت بلدة دافور نموًّا سكانيًّا ملحوظًا خلال القرن الحادي والعشرين، حيث ارتفع عدد سكان البلدة من 11593 نسمة في عام 2000، إلى 15844 نسمة في عام 2013 بمُعدل نمو سنوي بلغ 2.5٪ على مدى 13 عامًا.

## التاريخ
تأسست بلدة دافور بموجب المرسوم الصادر في 20 أكتوبر عام 1987 بشأن تأسيس البلديات الموريتانية.

## الاقتصاد
تُشكل الزراعة النشاط الاقتصادي الرئيسي لسكان بلدة دافور مثلهم في ذلك مثل سكان جميع البلدات الموريتانية الموجودة في المنطقة تقريبًا. ومع ذلك فلا يزال اقتصاد البلدة متواضعًا وهش بسبب ما يواجهه من عقبات تُعرقل محاولات تنميته، ولا سيما الظروف المناخية أو قلة الإمكانيات المتوفرة للمزارعين. وفي سبيل للتغلب على هذه المعوقات، قامت الحكومة الموريتانية بالتعاون مع المنظمات غير الحكومية المختلفة لتمويل عدد من المشاريع التي تُساعد على تحسين الظروف المعيشية لسكان البلدة، مثل مشروع إنشاء شبكة مياه الشرب في قرية ليفكارين في المنطقة، والذي أطلق في عام 2021.

## المجتمع
على الرغم من إلغاء الرقيق في موريتانيا، لا تزال بلدة دافور تواجه مشكلة العبودية، فوفقًا للعديد من الشهادات، لا يزال هناك الكثير من الأشخاص الذين يتم استعبادهم أو إجبارهم على النفي إذا رفضوا ذلك، وخاصة من المنتمين إلى مجتمع جانباناكسو.

## التقسيم الإداري
أصبحت بلدة دافور بدءًا من عام 2018 جزءًا من منطقة لحرج، والتي كانت عاصمتها هي بلدة لحرج. وقد شكك الكثير من الباحثين في الغرض من وراء تأسيس البلدة الجديدة، حيث لم يكُن هناك ما يبرر ذلك وهو ما أصبح يُمثّل مشكلة لكثير من سكان المنطقة بعد ذلك.